# Братко, Екатерина Васильевна
Екатерина Васильевна Братко (17 ноября 1993, Гулькевичи, Краснодарский край) — российская футболистка, защитница клуба ЦСКА. Игрок сборной России.

## Биография

### Клубная карьера
Воспитанница СДЮСШОР № 1 г. Гулькевичи, первый тренер — Роман Чухлатый. Становилась бронзовым призёром первенства России среди девушек (2011), серебряным призёром IV летней Спартакиады учащихся России.
На взрослом уровне начала выступать в 2011 году в клубе «Кубаночка». Дебютный матч в высшей лиге России провела 30 апреля 2011 года против клуба «Рязань-ВДВ». Всего за 6 сезонов в составе краснодарской команды сыграла 60 матчей в чемпионате страны. Неоднократная финалистка Кубка России (2014, 2015, 2016).
В 2017 году выступала в составе аутсайдера высшей лиги России «Дончанка» (Азов). С 2018 года играла за московский «Локомотив». Серебряный призёр чемпионата России 2019 года. В 2020 году перешла в «Енисей». В 2021 году перешла в московский ЦСКА, с которым в том же году завоевала серебряную медаль, как и в сезонах 2022, 2023 и 2024. В 2022 и 2023 годах стала обладателем Кубка России в составе армейцев.

### Карьера в сборной
В 2013 году в составе студенческой сборной принимала участие в летней Универсиаде в Казани, где россиянки заняли девятое место, сыграла на турнире 2 матча.
В национальной сборной России дебютировала 5 апреля 2018 года в отборочном матче чемпионата мира против Боснии, заменив на 84-й минуте Елену Данилову.